# 白鳥本町
白鳥本町（しろとりほんちょう）は、香川県大川郡にあった町。

## 歴史
- 1890年（明治23年）2月15日 - 町村制施行に伴い、大内郡松原村・帰来村・伊座村の区域を以て松原村（まつばらむら）が発足。
- 1899年（明治32年）4月1日 - 大川郡の所属となる。
- 1910年（明治43年）1月1日 - 町制施行し、白鳥本町に改称。
- 1950年（昭和25年）3月14日 - 町内に昭和天皇の戦後巡幸。手袋工場などを視察[2]。
- 1955年（昭和30年）7月1日 - 大川郡五名村・白鳥村・福栄村と新設合併し、白鳥町が発足。同日白鳥本町廃止。